# Oreodera c-album
Oreodera c-album är en skalbaggsart som beskrevs av Bates 1872. Oreodera c-album ingår i släktet Oreodera och familjen långhorningar.
Artens utbredningsområde är:
- Costa Rica.
- Nicaragua.
- Venezuela.

Inga underarter finns listade i Catalogue of Life.